# دیوار (فیلم ۱۹۷۵)
دیوار (به انگلیسی: deewaar) فیلمی است هندی با بازیگری آمیتاب باچان که در سال ۱۹۷۵ ساخته شده‌است.

## داستان
ویجی که در دوران جوانی کارگر ساده اسکله بود پس از مدتی تبدیل به یکی از تبهکاران بزرگ می‌شود در حالی که راوی برادر کوچکش پلیسی تحصیلکرده است. اما در انتها مادرشان کدام یک را بیشتر دوست خواهد داشت…

## جوایز
برنده ۷ جایزه